# Внебольничная пневмония
Внебольничная пневмония (ВП) — это пневмония, которая развилась вне лечебного учреждения или в первые 48 часов после госпитализации.
Внутрибольничная пневмония, напротив, наблюдается у пациентов, которые недавно посещали больницу или живут в учреждениях длительного ухода.
Внебольничная пневмония является распространённым явлением, поражающим людей всех возрастов, и его симптомы возникают в результате заполнения жидкостью участков лёгких, абсорбирующих кислород (альвеол). Это подавляет функцию лёгких, вызывая одышку, лихорадку, боли в груди и кашель.
Её причины включают в себя бактерии, вирусы, грибки и паразиты. Диагноз внебольничной пневмонии устанавливается путём оценки симптомов, физикального осмотра, рентгенографии или исследования мокроты.
Пациентам с ВП иногда требуется госпитализация. Лечение производится, главным образом, антибиотиками, жаропонижающими средствами и средствами от кашля. Некоторые формы ВП можно предотвратить путём вакцинации и отказом от курения табачных изделий.

## Признаки и симптомы

### Общие симптомы
- Кашель, который вызывается зеленоватой или жёлтой мокротой
- Высокая температура, сопровождающаяся потоотделением, ознобом и дрожью
- Острые, колющие боли в груди
- Быстрое, неглубокое, часто болезненное дыхание

### Менее распространённые симптомы
- Откашливание крови (кровохарканье)
- Головные боли, в том числе мигрени
- Потеря аппетита
- Чрезмерная усталость
- Синеватая кожа (цианоз)
- Тошнота
- Рвота
- Понос
- Боли в суставах (артралгия)
- Мышечные боли (миалгия)
- Быстрое сердцебиение
- Головокружение

### У пожилых
- Приобретённая или усугубляющаяся путаница мыслей
- Гипотермия
- Плохая координация, которая может приводить к падениям

### У младенцев
- Необычная сонливость
- Пожелтение кожи (желтуха)
- Трудность кормления

## Факторы риска
У некоторых пациентов наличие первичной проблемы увеличивает риск заражения пневмонией.
Некоторые факторы риска:
Обструкция — Когда часть дыхательных путей (бронхов), ведущая к альвеолам, закрыта, лёгкое не может удалить жидкость, что может привести к пневмонии. Одной из причин обструкции, особенно у маленьких детей, является вдыхание инородного предмета. Объект застревает в небольшом дыхательном пути, и в закрытой области лёгкого развивается пневмония. Другой причиной обструкции является рак лёгких, который может блокировать поток воздуха.
Болезни лёгких — у пациентов с основным заболеванием лёгких чаще развивается пневмония. Такие заболевания, как эмфизема, и вредные привычки, такие как курение, приводят к более частым и более тяжёлым приступам пневмонии. У детей рецидивирующая пневмония может указывать на муковисцидоз или лёгочную секвестрацию.
Иммунные проблемы — у пациентов с иммунодефицитом, таких как ВИЧ / СПИД, чаще развивается пневмония. Другие проблемы с иммунитетом, повышающие риск развития пневмонии, варьируют от тяжёлого иммунодефицита у детей, такого как синдром Вискотта — Олдрича, до менее выраженного общего вариабельного иммунодефицита.

## Осложнения
Основные осложнения внебольничная пневмония включают в себя:
Сепсис — опасная для жизни реакция на инфекцию. Распространённой причиной сепсиса является бактериальная пневмония, часто являющаяся результатом инфекции Streptococcus pneumoniae. Пациентам с сепсисом требуется интенсивная терапия с контролем артериального давления и поддержкой против гипотонии. Сепсис может вызвать повреждение печени, почек и сердца.
Дыхательная недостаточность — у пациентов с ВП часто бывает одышка, которая может потребовать поддержки. Могут использоваться неинвазивные устройства (такие как двухуровневое положительное давление в дыхательных путях), трахеальная трубка или вентилятор.
Плевральный выпот и эмпиема. Микроорганизмы из лёгких могут вызывать сбор жидкости в плевральной полости или эмпиему. Плевральная жидкость, если она есть, должна быть собрана с помощью иглы и исследована. В зависимости от результатов, полный дренаж жидкости с помощью грудной трубки может быть необходим для предотвращения распространения инфекции. Антибиотики, которые плохо проникают в плевральную полость, менее эффективны.
Абсцесс — на рентгенограмме может появиться карман жидкости и бактерий в виде полости в лёгких. Абсцессы, типичные для аспирационной пневмонии, обычно содержат смесь анаэробных бактерий. Хотя антибиотики обычно могут лечить абсцессы, иногда они требуют дренажа у хирурга или рентгенолога.

## Лечение
Внебольничная пневмония лечится антибиотиком, который убивает заражающий микроорганизм. Лечение фокусируется не только на ВП, но также направлено и на лечение осложнений. Если микроорганизм, вызвавший внебольничную пневмонию, сразу не идентифицирован, что часто встречается, то наиболее эффективный антибиотик определяется в лабораторных условиях, что может занимать до нескольких дней.
Медицинские работники учитывают факторы риска для различных организмов при выборе антибиотика. Дополнительное внимание уделяется адаптации лечения под конкретные случаи: в то время как для большинства пациентов достаточно всего лишь принятия пероральных препаратов, в некоторых более тяжёлых случаях требуется госпитализация, с проведением внутривенной терапии или даже помещение в реанимацию. Современные руководства по лечению рекомендуют использование бета-лактама (амоксициллин), макролида (азитромицин), кларитромицина или хинолона (левофлоксацин). В Великобритании для лечения атипичных бактерий используется доксициклин, из-за усиления псевдомембранозного колита у пациентов в стационаре, связанного с увеличением употребления кларитромицина.
Для лёгкой и средней степени тяжести внебольничной пневмонии обычно достаточно коротких курсов антибиотиков (3–7 дней). Эксперты Российского респираторного общества, Американского общества по инфекционным болезням и Американского торакального общества полагают, что продолжительность антибактериальной терапии при внебольничной пневмонии должна составлять не менее 5 дней.
Некоторые пациенты с ВП будут подвержены повышенному риску смерти, несмотря на антимикробное лечение. Основной причиной этого является преувеличенная воспалительная реакция больного. Тонкая грань между контролем инфекции с одной стороны и минимизацией повреждения других тканей с другой, является одним из вызовов лечения данного заболевания.
Некоторые недавние исследования направлены на использование иммуномодулирующей терапии — модулировании иммунного ответа для уменьшения повреждение лёгких и других  органов затронутых болезнью, таких как сердце. Хотя доказательства этих исследований не привели к их повсеместному применению, потенциальные преимущества данного подхода выглядят многообещающими.

### Госпитализация
Некоторые пациенты со внебольничной пневмонией нуждаются в интенсивной терапии, с правилами клинического прогнозирования, такими как индекс тяжести пневмонии, которые определяют решение о необходимости госпитализации. Факторы, увеличивающие потребность в госпитализации, включают:
- возраст старше 65 лет;
- наличие хронических заболеваний;
- частота дыхания более 30 в минуту;
- систолическое артериальное давление менее 90 мм рт. ст.;
- частота сердцебиения более 125 ударов в минуту;
- температура ниже 35 или выше 40 °C;
- спутанные мысли;
- свидетельства наличия инфекции вне лёгкого.

Лабораторные результаты, указывающие на необходимость госпитализации, включают:
- артериальное напряжение кислорода менее 60 мм рт. ст.;
- венозное напряжение углекислого газа более 50 мм рт. ст. или pH ниже 7,35 при дыхании комнатным воздухом;
- гематокрит до 30 %;
- содержание в крови креатинина более 1,2 мг/дл или азота мочевины более 20 мг/дл;
- количество лейкоцитов менее 4·109 на литр или более 30·109 на литр;
- количество нейтрофилов до 1·109 на литр.

Рентгенограммы, указывающие на госпитализацию, включают:
- вовлечение более чем одной доли лёгкого;
- наличие полости;
- плевральный выпот.

## Прогноз
Уровень смертности при амбулаторном лечении внебольничной пневмонии составляет менее одного процента, при этом лихорадка обычно спадает в течение первых двух дней терапии, а другие симптомы уменьшаются в течение первой недели. Тем не менее, рентгенограммы могут сохранять отклонения от нормы в течение, по крайней мере, месяца.
Госпитализированные пациенты имеют средний уровень смертности в 12 процентов, причём этот показатель увеличивается до 40 процентов для пациентов с инфекциями кровотока или тех, кто нуждается в интенсивной терапии. Факторы, повышающие смертность, идентичны тем, которые указывают на госпитализацию.
Когда внебольничная пневмония не реагирует на лечение, это может указывать на ранее неизвестную проблему со здоровьем, осложнение лечения, неподходящие антибиотики для возбудителя, ранее не подозреваемый микроорганизм (такой как туберкулёз) или состояние, которое имитирует внебольничную пневмонию (такое как гранулёма с полиангиитом). Дополнительные тесты включают компьютерную томографию, бронхоскопию или биопсию лёгкого.

## Этиология
Основными возбудителями внебольничной пневмонии являются:
- Streptococcus pneumoniae (грам+) в Европе от 13 до 68 %; в мире — до 27,3 %
- Внутриклеточные возбудители (грам–) Legionella spp., Mycoplasma и Chlamydia – до 22%
- Вирусные пневмонии (грипп H1N1, риновирусы, коронавирусы) составляют до 1/3 случаев внебольничной пневмонии
- Haemophilus influenzae до 2 %
- Staphylococcus aureus (грам+, MSSA, MRSA)
- У иммуноскомпрометированных пациентов: (грам–) Klebsiella pneumoniae, Pseudomonas aeruginosa, Acinetobacter baumannii и прочие.
- Другие возбудители: Moraxella catarrhalis, Escherichia coli

## Эпидемиология
Большинство смертей у детей (более двух миллионов в год) происходит в период новорождённости. По оценкам Всемирной организации здравоохранения, каждая третья смерть новорождённого происходит в результате пневмонии.
Смертность снижается с возрастом, вплоть до поздней зрелости, но при этом пожилые люди подвержены повышенному риску ВП и связанной с этим смертности.
Заболеваемость внебольничной пневмонией в зимнее время выше, чем в другое время года. ВП чаще встречается у мужчин, чем у женщин, и чаще у чернокожих, чем у белых.

## Диагностика
- Лучевая диагностика: рентгенография лёгких, компьютерная томография органов грудной клетки
- Микробиологическое исследование: посев мокроты или бронхоальвеолярного смыва с целью идентификации возбудителя и определения его чувствительности к антибиотикам
- Применение иммуноферментного анализа для идентификации возбудителя

## Профилактика
Специфическая профилактика предполагает вакцинацию. Разработаны пневмококковая и противогриппозная вакцины.

## Лечение
- Комбинированная антибиотикотерапия
- Введение антибиотиков с учётом их фармакокинетики (например, продлённое введение бета-лактамных антибиотиков)
- Введение препаратов иммуноглобулина человеческого
- Применение бактериофагов